# Герцогство Саган
Жаганьское княжество или герцогство Саган (пол. Księstwo żagańskie, чеш. Zaháňské knížectví, нем. Herzogtum Sagan) — одно из Силезских княжеств со столицей в городе Жагань (Саган).

## История
Самостоятельное Жаганьское княжество возникло в 1278 году: младшие братья князя Генриха III Глоговского потребовали выделения отдельных уделов. В результате Конрад получил Сцинаву, а Пшемысл — Жагань и Новогруд-Бобжаньский. В 1284 году братья поменялись владениями: Пшемысл получил Сцинаву, а Конрад вместо Сцинавы стал править в Жагани. После смерти Конрада II в 1304 году княжество вернулось к их старшему брату Генриху III Глоговскому.
Генрих III умер в 1309 году, и до 1312 года его сыновья совместно правили в унаследованных владениях. В 1312 году произошел первый раздел. Восточную часть владений Генриха III (города Олесница и Ключборк, Калишская и Гнезненская земли) получили во владение князья Конрад и Болеслав. Старший из братьев Генрих IV Верный вместе с братьями Яном и Пшемыслом стали править в Сцинаве, Жагани и Познани. В 1317 году отделился Ян Сцинавский, а в 1321 году братья окончательно разделили свои владения: Генрих стал единолично править в Жагани, а Пшемысл ― Глогуве.
Генрих IV стал основателем жаганьской линии династии Силезских Пястов. Его потомки владели Жаганьским княжеством до 1472 года, а также половиной Глогувского княжества до 1480 года и половиной Сцинавского княжества до 1397 года.
В 1472 году князь Ян II Жаганьский продал Жагань герцогу Саксонскому Альбрехту III. В 1547 году внук Альбрехта III Морис Саксонский при поддержке императора Карла V заполучил достоинство Саксонского курфюрста. В благодарность за помощь в 1549 году Морис Саксонский передал Жаганьское княжество брату императора, королю Чехии Фердинанду I Габсбургу, завершив его историю как суверенного государства.

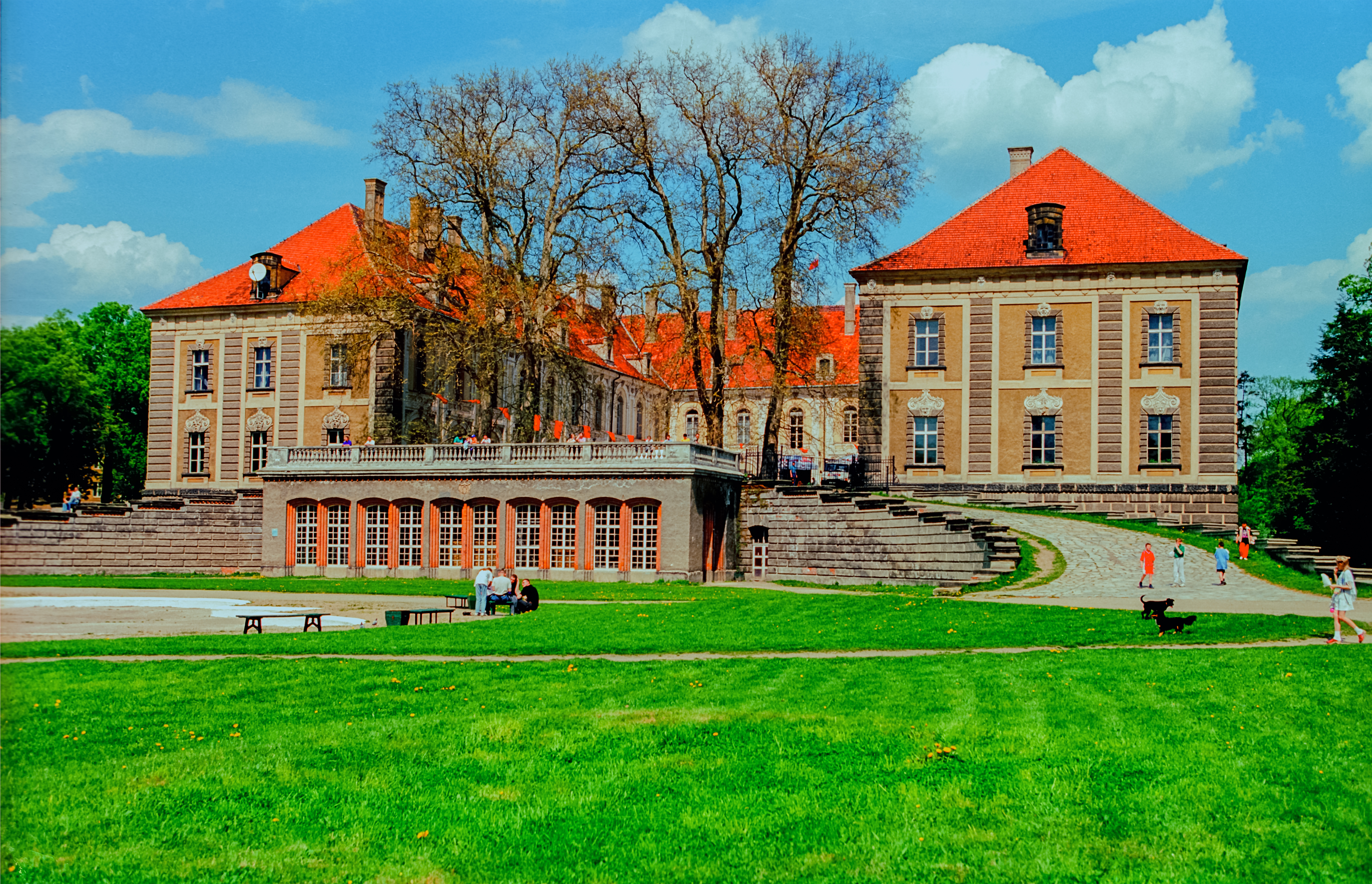
Дворец герцогов Саган

В 1627 году знаменитый полководец империи Альбрехт фон Валленштейн в ходе Тридцатилетней войны очистил территорию Силезии от войск протестантов. В благодарность за это император Фердинанд II позволил ему выкупить права на земли бывшего Жаганьского княжества и титул герцога Саган. После гибели Валленштейна герцогство Саган в 1646 году приобрел президент Надворного совета империи князь Вацлав Эусебий Попел фон Лобковиц.
У наследников Лобковица (построивших в Сагане дворец во французском стиле) герцогство было приобретено в 1786 году герцогом Петром Курляндским (сыном Бирона) с наследованием по мужской линии и с правом передачи самой близкой женщине-родственнице после смерти последнего мужчины в роду.
Хотя у Петра имелся брат (законный наследник герцогства), после смерти Петра в 1800 году Саган был передан его старшей дочери от брака с Доротеей фон Медем — Вильгельмине. Она называла себя герцогиней Саганской, однако титул этот не имел официального обоснования до 1845 года, когда прусский король в качестве феодального сюзерена Сагана признал его владельцев герцогами.
После смерти Вильгельмины и её сестры титул перешёл к потомкам последней, принадлежавшим ко французскому дворянскому роду Талейранов-Перигоров (угас в 1968 году). Во Франции герцогский титул Талейранов-Саганских был признан Наполеоном III.

## Князья Жагани
| №                                                | Портрет | Имя (годы жизни)                                                    | Родители                                               | Годы правления                | Примечания |
| ------------------------------------------------ | ------- | ------------------------------------------------------------------- | ------------------------------------------------------ | ----------------------------- | --- |
| Силезские Пясты                                  |         |                                                                     |                                                        |                               | |
| 1                                                |         | Пшемысл Сцинавский (1255/1265 — 26 февраля 1289)                    | Конрад I Глоговский Саломея Великопольская             | 1278—1284                     | князь Сцинавский (с 1284 по 1289 годы) |
| 2                                                |         | Конрад II Горбатый (1252/1265 — 11 октября 1304)                    | Конрад I Глоговский Саломея Великопольская             | 1284—1304                     | князь Сцинавский (с 1278 по 1284 годы) |
| 3                                                |         | Генрих III Глоговский (1251/1260 — 3 декабря 1309)                  | Конрад I Глоговский Саломея Великопольская             | 1304—1309                     | князь Глогувский (с 1273/1274 по 1309 годы), князь Сцинавский (с 1290 по 1309 годы), князь Великопольский (с 1305 по 1309 год) |
| 4                                                |         | Генрих IV Верный (1291/1292 — 22 января 1342)                       | Генрих III Глоговский Матильда Брауншвейг-Люнебургская | 1309—1342                     | князь Глогувский (с 1318 по 1321 годы), князь Сцинавский (с 1309 по 1317 годы), князь Великопольский (с 1309 по 1314 год) |
| 5                                                |         | Конрад I Олесницкий (1292/1298 — 22/27 сентября 1366)               | Генрих III Глоговский Матильда Брауншвейг-Люнебургская | 1309—1312                     | князь Сцинавский (с 1309 по 1312 годы), князь Олесницкий (с 1312 по 1313 и с 1321 по 1366 годы), князь Намыслувский (с 1313 по 1323 годы), князь Великопольский (с 1309 по 1312 год), князь Калишский (с 1312 по 1314 год), князь Гнезненский (с 1312 по 1313 год), князь Козленский (с 1355 по 1366 годы), князь Бытомский (с 1357 по 1366 годы) |
| 6                                                |         | Болеслав Олесницкий (1293/1296 — 1320/1321)                         | Генрих III Глоговский Матильда Брауншвейг-Люнебургская | 1309—1312                     | князь Сцинавский (с 1309 по 1312 годы), князь Олесницкий (с 1312 по 1366 годы), князь Великопольский (с 1309 по 1312 год), князь Калишский (с 1312 по 1313 год), князь Гнезненский (с 1312 по 1314 год) |
| 7                                                |         | Пшемысл Глоговский (1300/1308 — 11 января 1331)                     | Генрих III Глоговский Матильда Брауншвейг-Люнебургская | 1309—1321                     | князь Глогувский (с 1318 по 1331 годы), князь Сцинавский (с 1309 по 1317 годы), князь Великопольский (с 1309 по 1312 год), князь Познанский (с 1312 по 1314 год) |
| 8                                                |         | Ян Сцинавский (1296/1300 — 7 октября 1361/19 мая 1365)              | Генрих III Глоговский Матильда Брауншвейг-Люнебургская | 1309—1317                     | князь Сцинавский (с 1309 по 1361/1365 годы), князь Великопольский (с 1309 по 1312 год), князь Познанский (с 1312 по 1314 год) |
| 9                                                |         | Генрих V Железный (1312/1321 — 13 апреля 1369)                      | Генрих IV Верный Матильда Бранденбург-Зальцведельская  | 1342—1369                     | князь Сцинавский (с 1365 по 1369 годы), князь Глогувский (с 1349 по 1369 год) |
| 10                                               |         | Генрих VI Старший (ок.1345 — 5 декабря 1393)                        | Генрих V Железный Анна Мазовецкая                      | 1369—1393                     | князь Сцинавский (с 1369 по 1378 годы), князь Глогувский (с 1369 по 1378 год) |
| 11                                               |         | Генрих VII Румпольд (ок.1350 — 24 декабря 1394)                     | Генрих V Железный Анна Мазовецкая                      | 1369—1378                     | князь Сцинавский (с 1369 по 1394 годы), князь Глогувский (с 1369 по 1394 год) |
| 12                                               |         | Генрих VIII Младший (1357/1363 — 14 марта 1397)                     | Генрих V Железный Анна Мазовецкая                      | 1369—1378                     | князь Сцинавский (с 1369 по 1378 и с 1395 по 1397 год), князь Глогувский (с 1369 по 1378 и с 1395 по 1397 год), князь Кожухувский (с 1378 по 1395 год) |
| 13                                               |         | Ядвига Легницкая (ок.1367 — 1 августа 1409) (жена князя Генриха VI) | Вацлав I Легницкий Анна Цешинская                      | 1393—1403                     | вдовий удел |
| 14                                               |         | Ян I Жаганьский (ок.1385 — 12 апреля 1439)                          | Генрих VIII Младший Катарина Опольская                 | 1403—1439                     | князь Глогувский (с 1397 по 1412 год) |
| 15                                               |         | Генрих IX Старший (1387/1392 — 11 ноября 1467)                      | Генрих VIII Младший Катарина Опольская                 | 1403—1412                     | князь Глогувский (с 1397 по 1467 год), князь Любинский (с 1446 по 1467 год) |
| 16                                               |         | Генрих X Младший (ок.1390 — 18 января 1423)                         | Генрих VIII Младший Катарина Опольская                 | 1403—1412                     | князь Глогувский (с 1397 по 1423 год) |
| 17                                               |         | Вацлав Кросненский (1389/1397 — 1430/1431)                          | Генрих VIII Младший Катарина Опольская                 | 1403—1412                     | князь Глогувский (с 1397 по 1417 год), князь Кросненский (с 1417 по 1430/1431 год) |
| 18                                               |         | Бальтазар Жаганьский (1410/1415 — 15 июля 1472)                     | Ян I Жаганьский Схоластика Саксонская                  | 1439—1461 1468—1472           | |
| 19                                               |         | Рудольф Жаганьский (1411/1418 — 18 сентября 1454)                   | Ян I Жаганьский Схоластика Саксонская                  | 1439—1454                     | |
| 20                                               |         | Вацлав Жаганьский (1420/1434 — 29 апреля 1488)                      | Ян I Жаганьский Схоластика Саксонская                  | 1439—1449                     | князь Жаганьский (в Пшевузе) (с 1449 по 1472 год) |
| 21                                               |         | Ян II Жаганьский (16 июня 1435 — 22 сентября 1504)                  | Ян I Жаганьский Схоластика Саксонская                  | 1439—1449 1461—1468 1472—1472 | князь Жаганьский (в Пшевузе) (с 1449 по 1472 год), князь Глогувский (с 1476 по 1488 год), князь Любинский (с 1476 по 1482 год) |
| Веттины                                          |         |                                                                     |                                                        |                               | |
| 22                                               |         | Альбрехт III Саксонский (31 июля 1443 — 12 сентября 1500)           | Фридрих II, курфюрст Саксонии Маргарита Австрийская    | 1472—1500                     | герцог Саксонии (с 1464 по 1500 год) |
| 23                                               |         | Георг Бородатый (27 августа 1471 — 17 апреля 1539)                  | Альбрехт III, герцог Саксонии Сидония Чешская          | 1500—1539                     | герцог Саксонии (с 1500 по 1539 год) |
| 24                                               |         | Генрих V Саксонский (16 марта 1473 — 18 августа 1541)               | Альбрехт III, герцог Саксонии Сидония Чешская          | 1539—1541                     | герцог Саксонии (с 1539 по 1541 год) |
| 25                                               |         | Морис Саксонский (21 марта 1521 — 11 июля 1553)                     | Генрих V, герцог Саксонии Катарина Мекленбургская      | 1541—1549                     | герцог Саксонии (с 1541 по 1547 год), курфюрст Саксонии (с 1547 по 1553 год) |
| В 1549 году вошло в состав земель Чешской короны |         |                                                                     |                                                        |                               | |

## Герцоги Саган

### Валленштейны

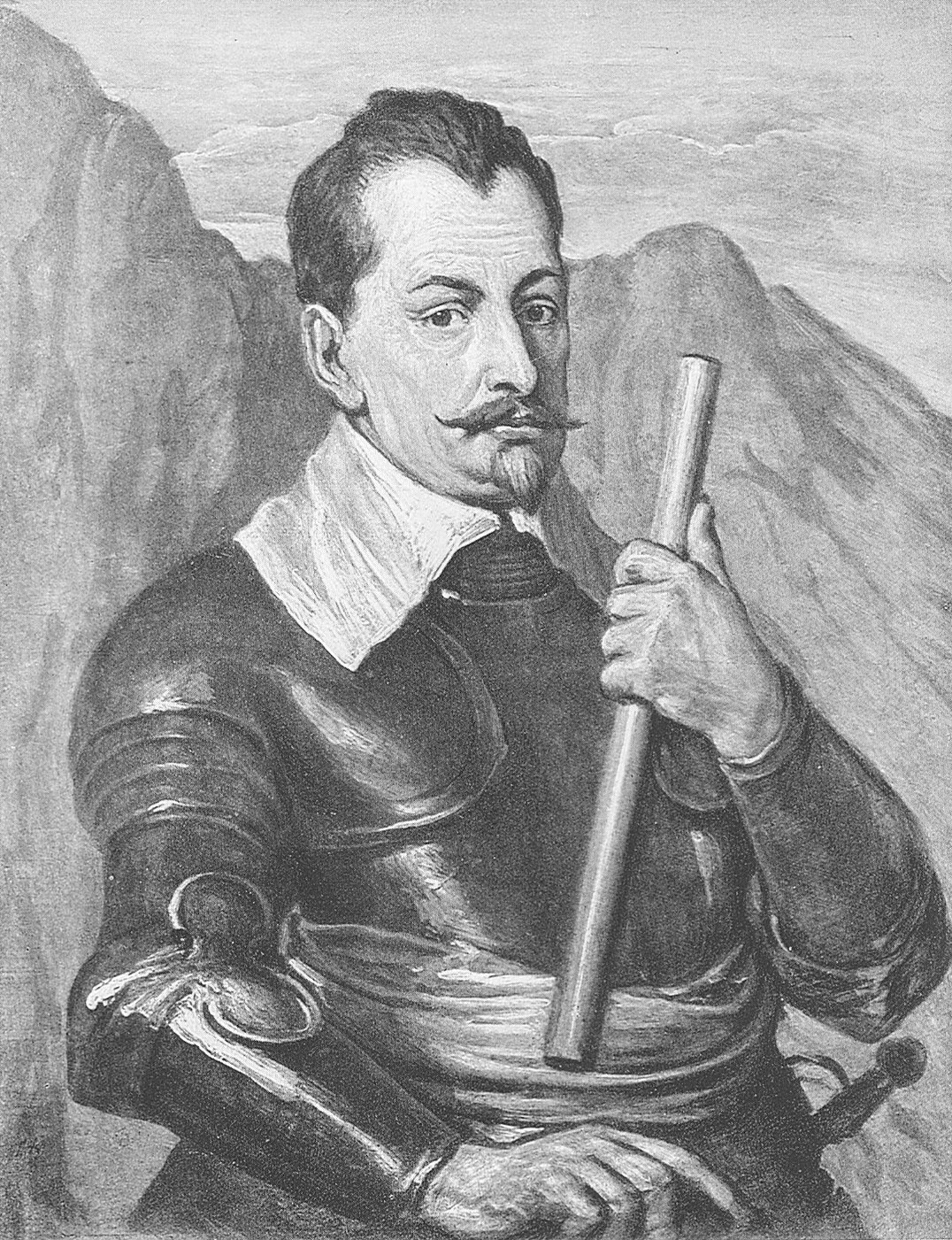
Альбрехт фон Валленштейн

- 1627—1634: Альбрехт фон Валленштейн (1583—1634), имперский полководец и генералиссимус

В 1634 году княжество было конфисковано и включено в состав Чешского королевства.

### Лобковицы
- 1646—1677: Вацлав Эусебий Попел из Лобковиц (1609—1677), сын Зденека Войтеха Попела из Лобковиц
- 1677—1715: Фердинанд Август Леопольд фон Лобковиц (1655—1715), старший сын предыдущего
- 1715—1734: Филипп Гиацинт фон Лобковиц (1680—1737), сын предыдущего
- 1734—1739: Вацлав Фердинанд Карл фон Лобковиц (1723—1739), сын предыдущего
- 1734—1784: Фердинанд Филипп Иосиф фон Лобковиц (1724—1784), брат предыдущего
- 1784—1786: Иосиф Франц Максимилиан фон Лобковиц (1772—1816), сын предыдущего

### Бироны

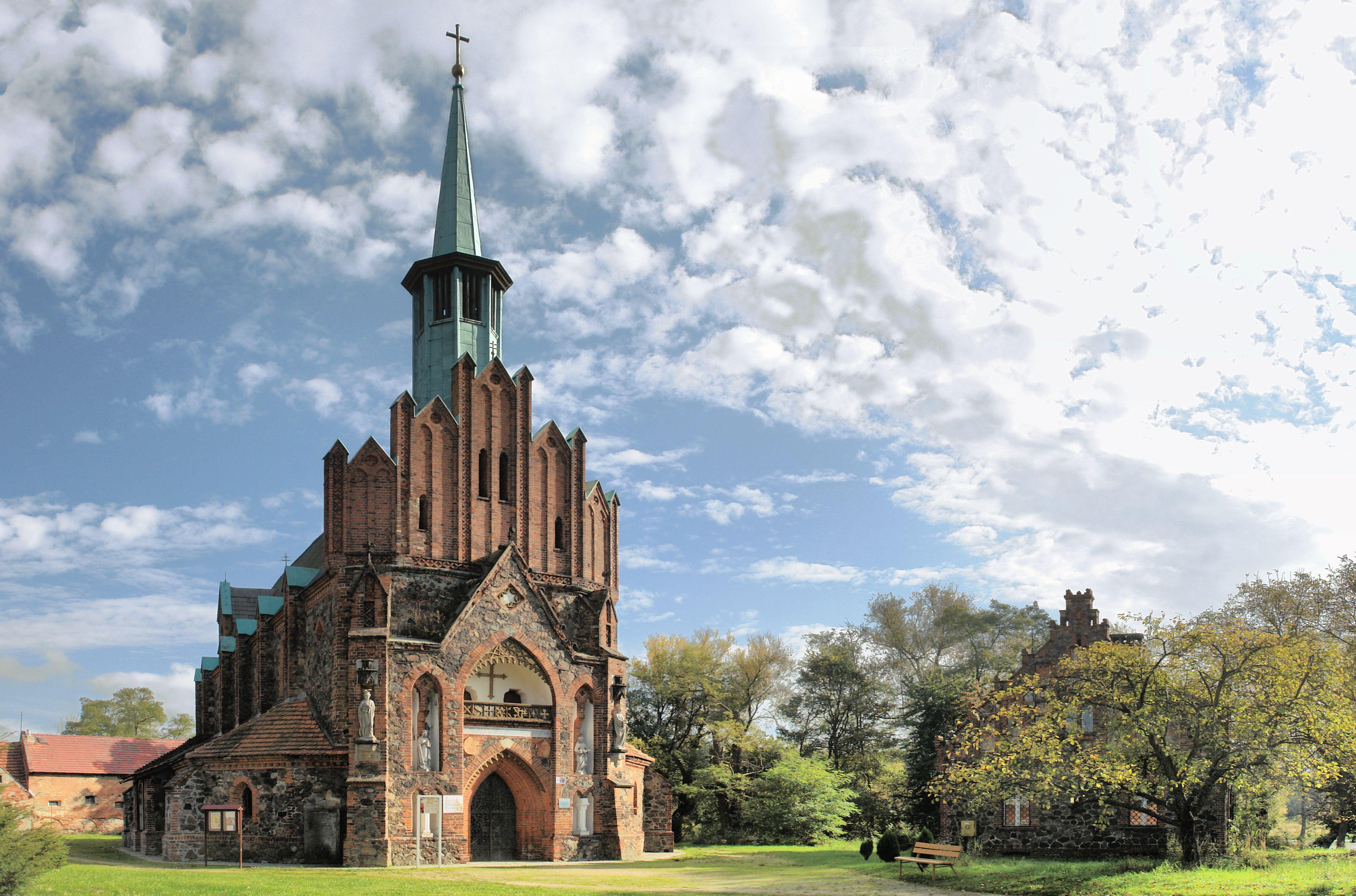
Крейцкирхе в Жагани — место упокоения герцогинь из рода Биронов.

- 1786—1800: Пётр Бирон, герцог Курляндии, сын Эрнста Иоганна Бирона
- 1801—1839: Вильгельмина фон Бирон (Катарина Фридерика Вильгельмина Бенигна фон Бирон)[1] (1781—1839) — старшая сестра, любовница Меттерниха. Скончалась без законного потомства.
- 1839—1842: Полина фон Бирон (Мария Луиза Паулина фон Бирон; 1782—1845) — 2-я сестра, герцогиня в 1839—1844 гг. Наследовала после Вильгельмины. Вышла замуж за принца Фридриха Гогенцоллерн-Гехингенского, который умер в 1838 г. Она уступила право наследования своему сыну Константину, принцу Гогенцоллерн-Гехингенскому (1801—1869) в 1842 г. Так как в его браке с принцессой Евгенией Богарне (также ставшей герцогиней Саган) не было потомства, Полина продала своей 4-й сестре Доротее всю свою часть аллода герцогства. Константин продолжил переговоры со своей тетей Доротеей, которые закончилось 16 октября 1843 года продажей права и всех условий в фактическое владение Доротее, с отсрочкой до 1844 года
- 1842—1844: Фридрих Вильгельм Константин фон Гогенцоллерн-Гехинген (1801—1869), единственный сын князя Фридриха Гогенцоллерн-Гехингена и княгини Полины Бирон.

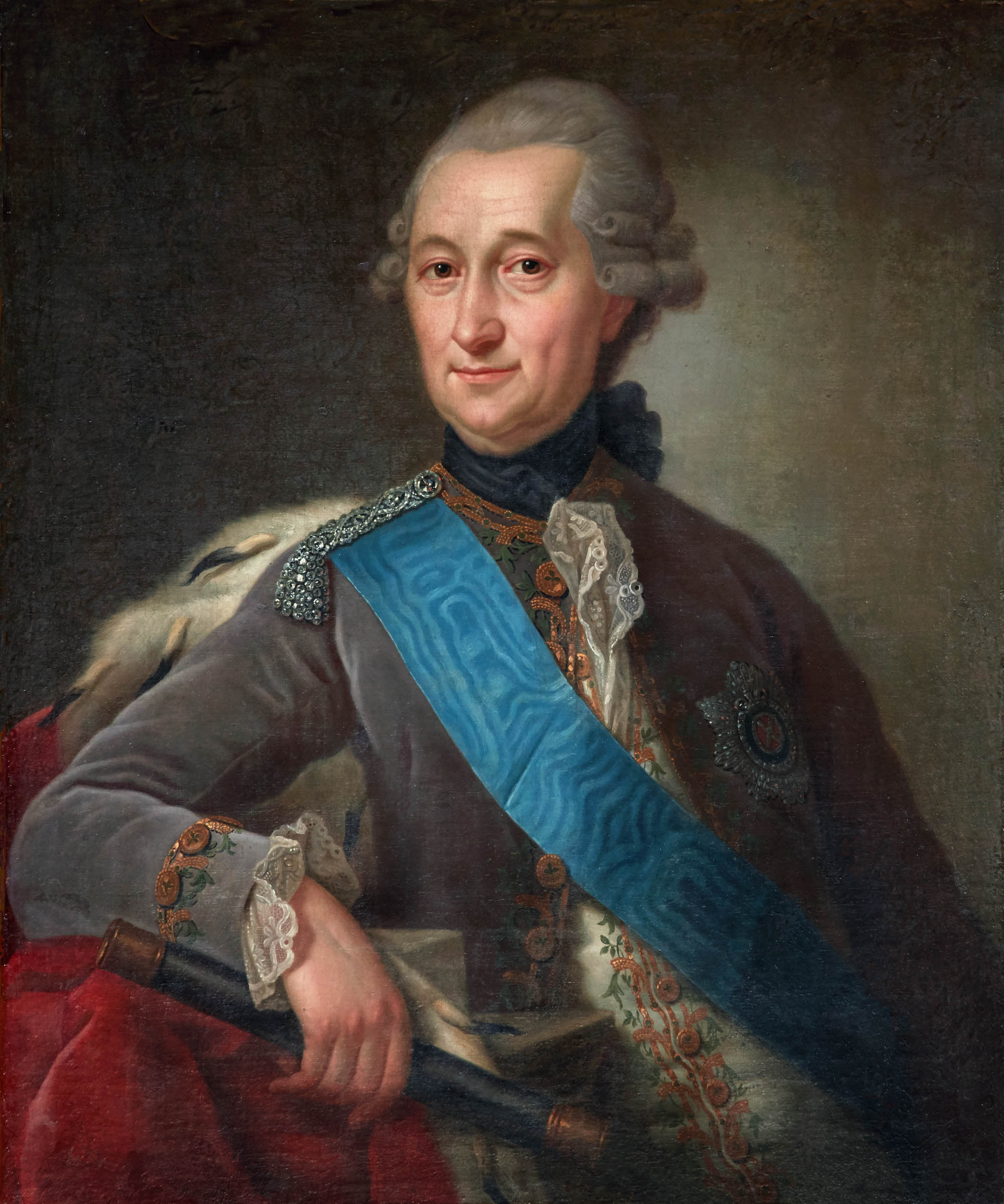
Пётр Бирон, герцог Курляндии
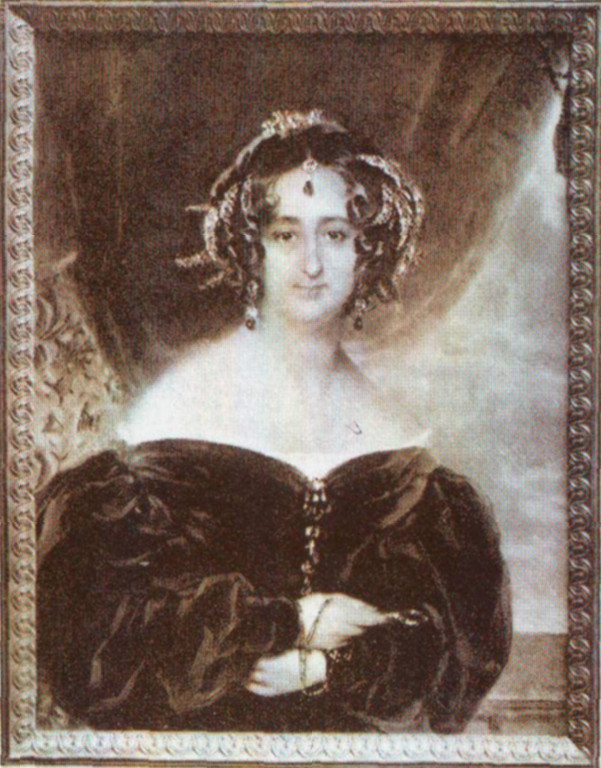
Вильгельмина
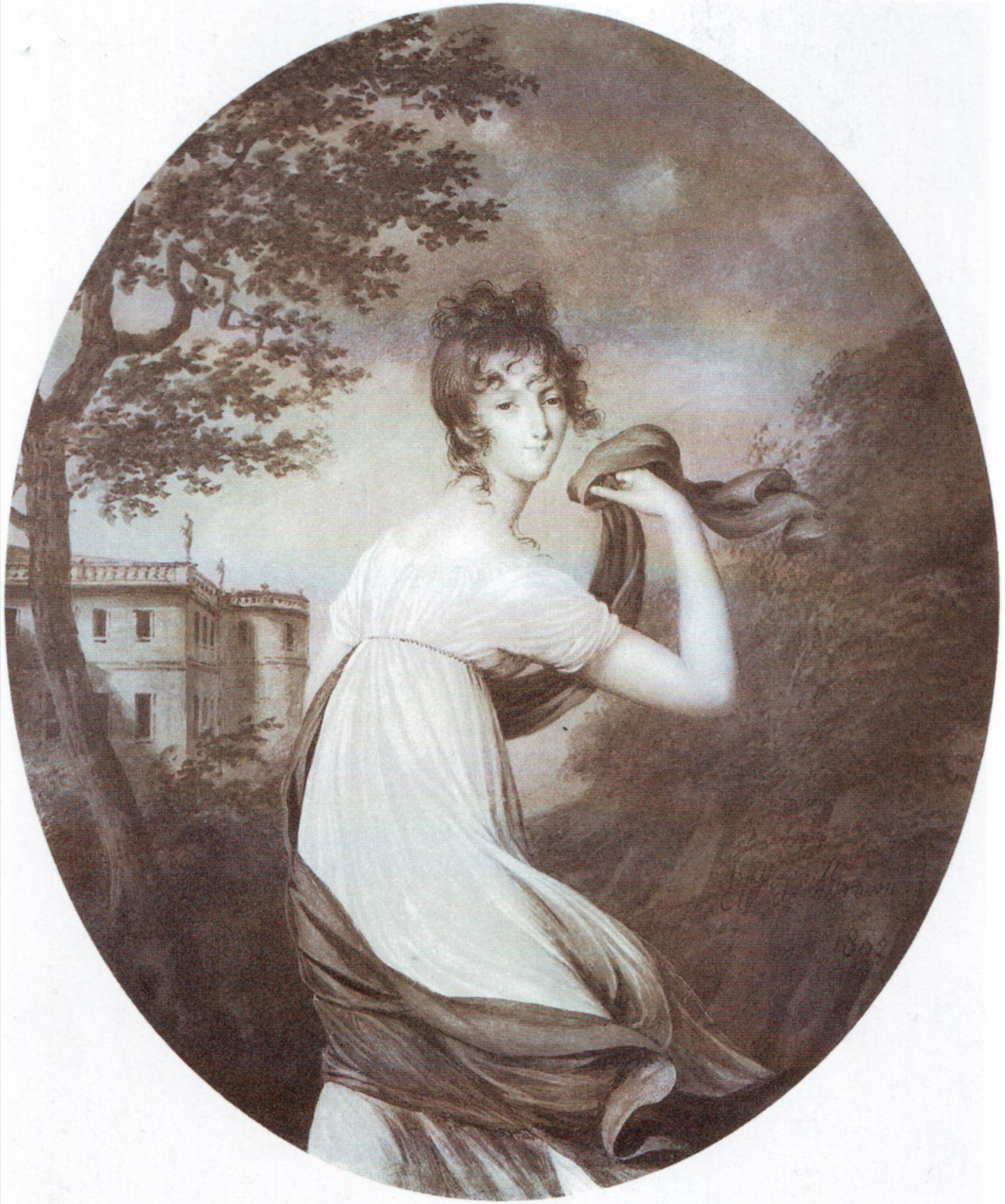
Полина
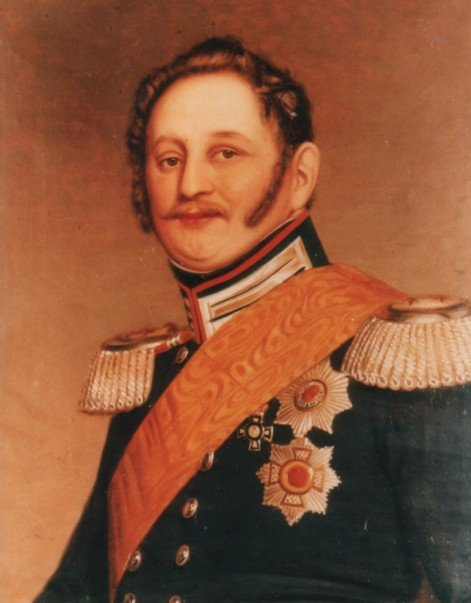
Константин

### Талейран-Перигор
- 1845—1862: Доротея де Талейран-Перигор (1793—1862), любовница Талейрана. 6 января 1845 года король Пруссии утвердил её в праве владения, с привилегией наследования по женской линии (затем Саган унаследовал её сын Луи-Наполеон, крестник Бонапарта, а также внук Босон де Талейран-Перигор, в будущем знаменитый денди).
- 1863—1898: Луи Наполеон де Талейран-Перигор (1811—1898), старший сын предыдущей.
- 1899—1906: Босон I де Талейран-Перигор (1832—1910), старший сын предыдущего от первого брака.
- 1906—1910: Эли де Талейран-Перигор (1859—1937), старший сын предыдущего. Получил титул от отца при его жизни.
- 1910—1929: Морис де Талейран-Перигор (1909—1929), единственный сын предыдущего. В 1910 году отец, унаследовав титул герцога Талейран-Перигора, отрёкся от титула герцога Саганского в пользу сына. Последний из династии Талейран-Перигор, носивший в Германии титул князя (герцога) Саганского.

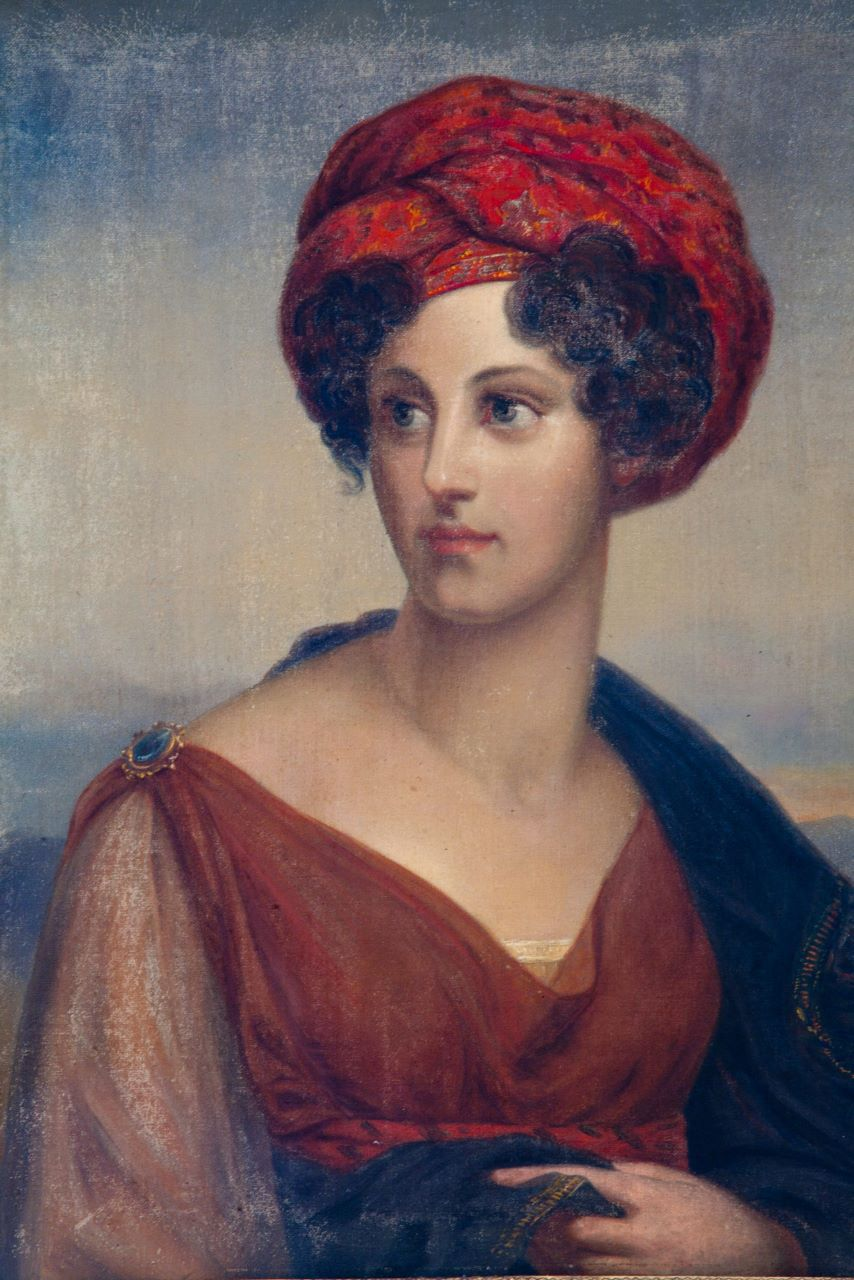
Доротея
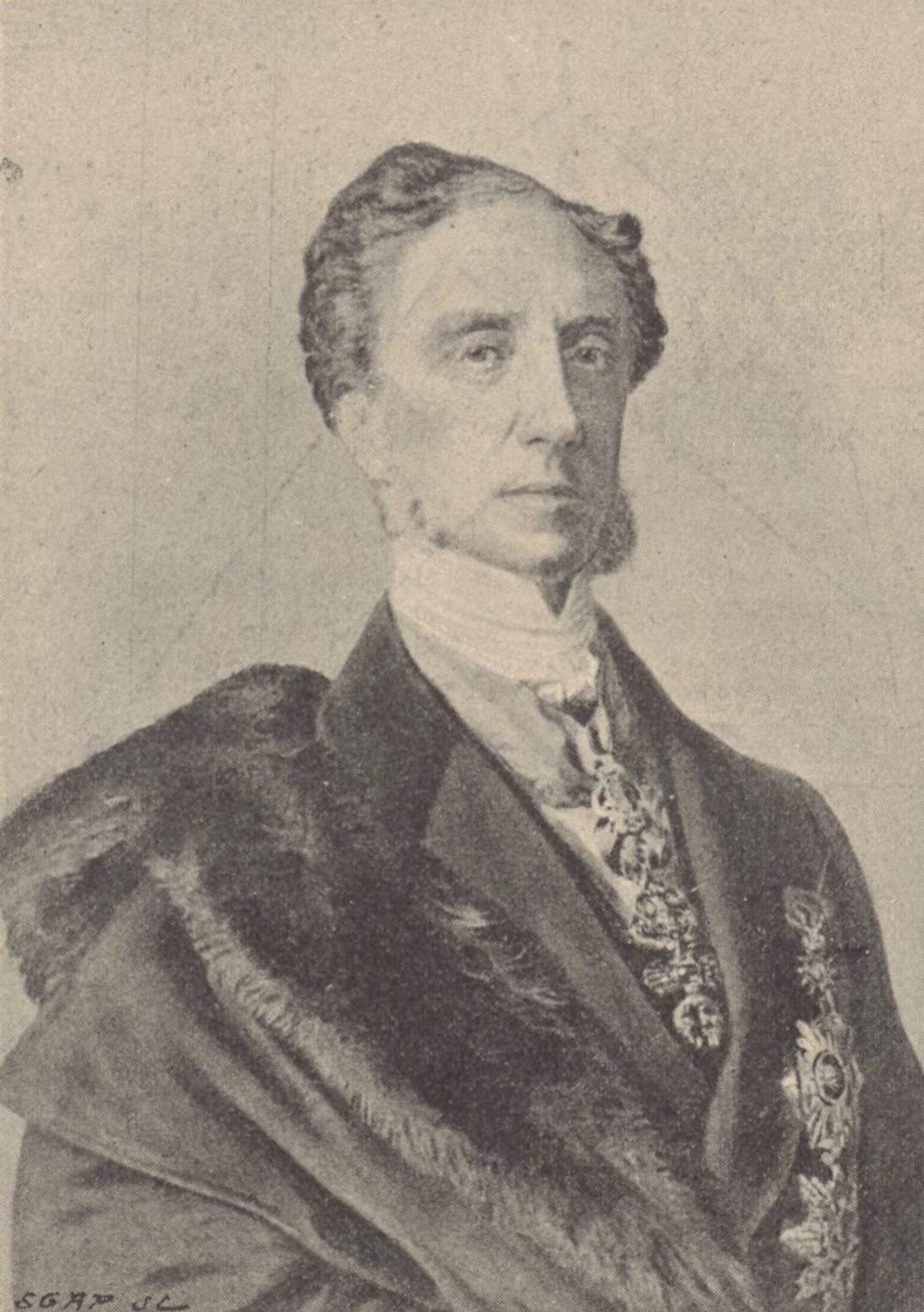
Луи Наполеон
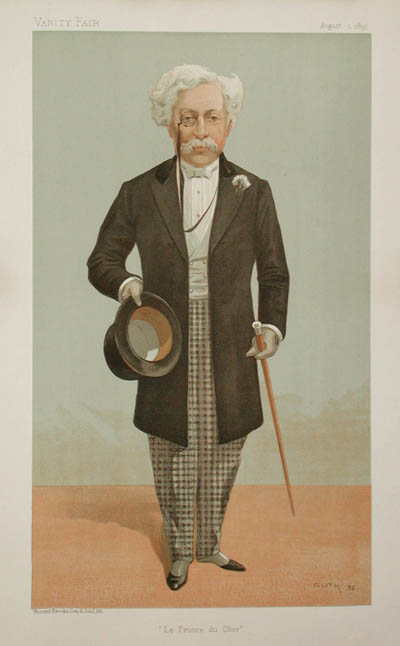
Босон I
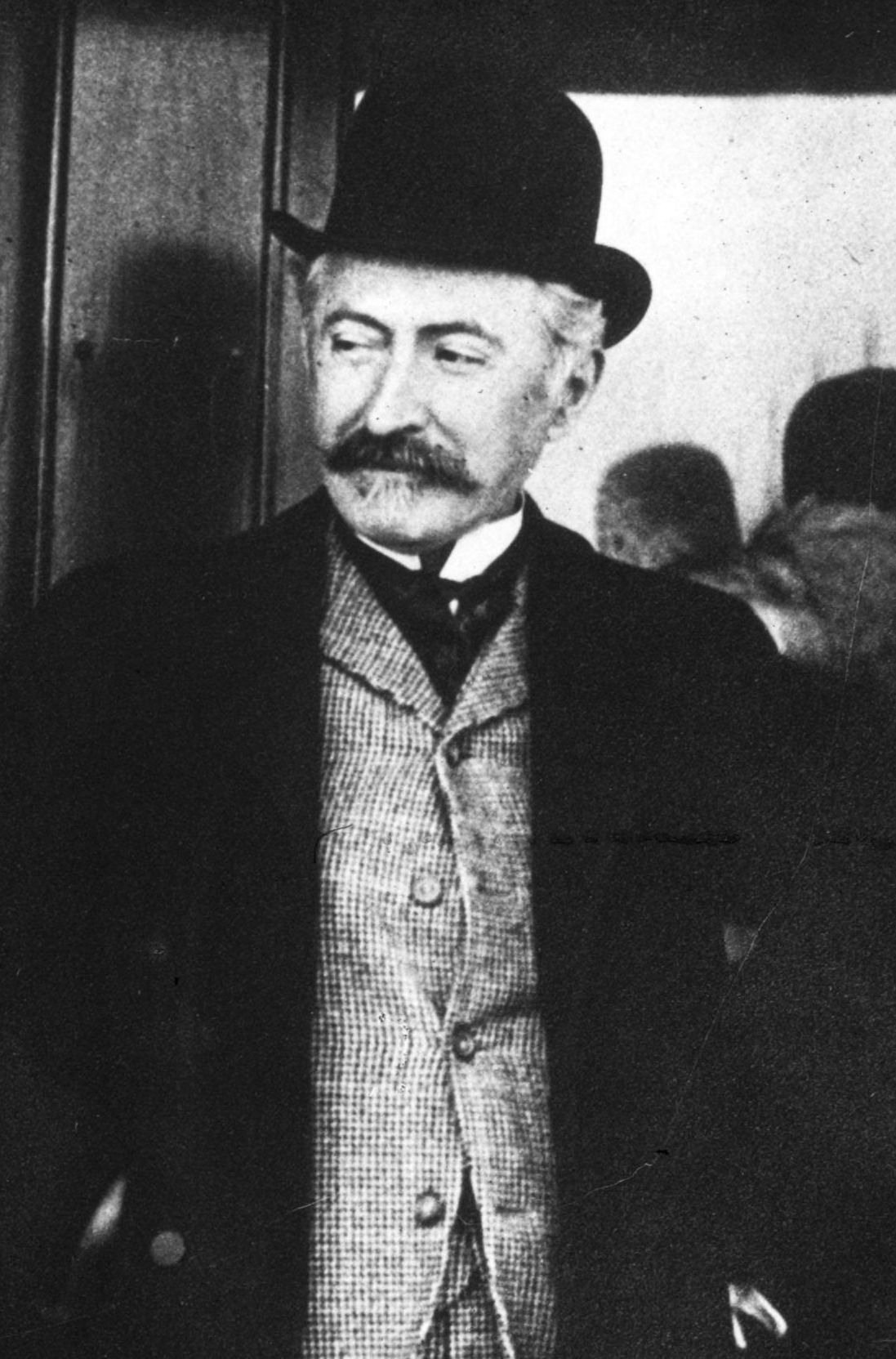
Эли
Морис

В 1919 году дворянские титулы в Германии были упразднены и могут использоваться только как часть имени. С 1945 года территория бывшего герцогства входит в состав Польши. Герцогские титулы рода Талейран-Перигор, угасшего в 1968 году, наследуются и передаются в соответствии с законодательством стран, где эти титулы признаются.
- 1929—1952 Поль Луи Мари Бозон де Талейран-Перигор (1867—1952) — младший брат предыдущего.
- 1952—1968 Эли де Талейран-Перигор (1882—1968), 7-й герцог Талейран, 7-й герцог Дино, сын предыдущего, племянник пятого герцога.